# Ernest Betote Akwa
 (janvier 2023).
Ernest Bétotè Akwa, né en 1892 et mort en 1976 à ⁣⁣Douala⁣⁣, est homme politique et chef traditionnel camerounais. Il a été député à l'assemblée nationale et ministre d’État dans le premier gouvernement d’Ahmadou Ahidjo.

## Biographie
Ernest Bétotè Akwa est né en 1892 à Douala. Il est originaire du canton Bonambela dans l’arrondissement de Douala 1er et est issu d’une grande dynastie. Il est le fils du roi Dika Mpondo. En tant que chef traditionnel, il a présidé le Ngondo, l’association culturelle et politique du peuple Sawa au début des années 1950. Il a également été président du conseil national des chefs traditionnels du Cameroun.
Il fait une carrière en politique et devient haut fonctionnaire de l’administration camerounaise.